# Loolijn

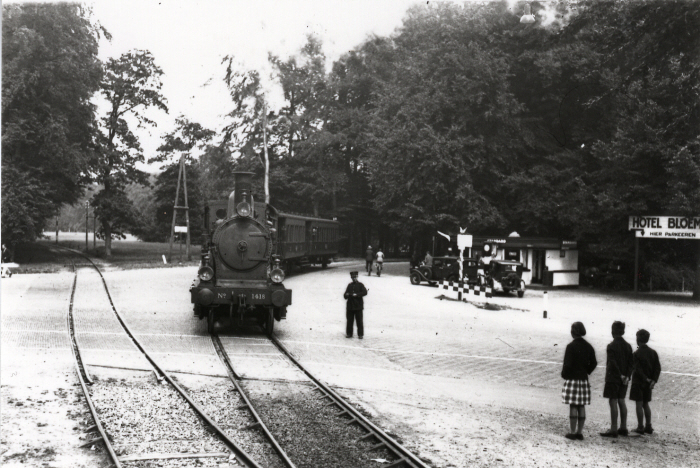
Aftakkend spoor naar Paleis Het Loo

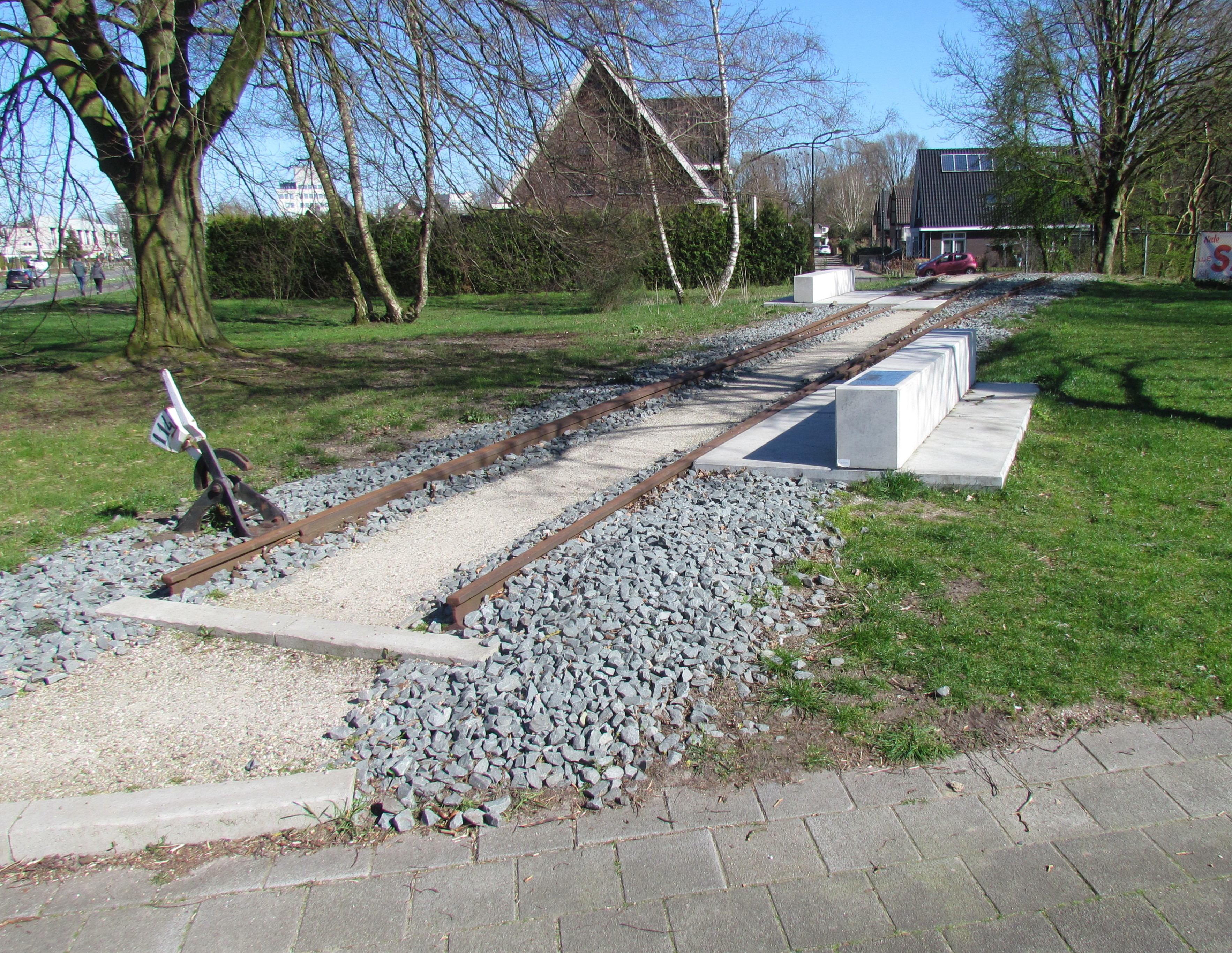
Monument uit 2018 op het traject van de lijn, aan de Prins Willem-Alexanderlaan in Apeldoorn

De Loolijn, Koningslijn, Paleislijn of het Paleisspoor was van 1876 tot 1954 een aftakking van de Nederlandse Oosterspoorweg naar paleis Het Loo in Apeldoorn. Het spoor kreeg in 1887 een aftakking die de Spoorlijn Apeldoorn - Zwolle vormde.

## Geschiedenis
Het deel Amsterdam-Amersfoort van de Oosterspoorweg was in 1874 klaar, de verlenging naar Apeldoorn en Zutphen kwam in 1876 gereed. Hierbij werd ook een aftakking ten westen van station Apeldoorn in noordelijke richting aangelegd, die als eindpunt paleis Het Loo had. Dit baanvak had een lengte van 3,3 kilometer. De verlenging was een initiatief van koning Willem III, die graag rechtstreekse treinreizen van Den Haag naar Het Loo mogelijk wilde maken.
Het aanvankelijke plan was om het perron op de bassecour, het voorplein van het paleis, te bouwen, maar op aanraden van een hofarchitect werd dit het einde van de oprijlaan, pal voor het toegangshek. De officiële ingebruikname was op 1 mei 1876 door Willem III zelf. Toen de koning eind november 1890 overleed, werd zijn stoffelijk overschot over de lijn naar Den Haag vervoerd, in de koninklijke trein, die in 1872 op last van hemzelf gebouwd was. Deze trok de katafalk-wagen waarin het lichaam was opgebaard.
In 1887 werd de lokaalspoorlijn Dieren – Apeldoorn opengesteld. Deze takte bij Apeldoorn af in noordelijke richting en sloot met een oostelijke boog aan op de Loolijn. Kort voor het paleis takte de lijn dan weer af in oostelijke richting en had aanvankelijk als eindpunt station Het Loo. Later werd de lijn doorgetrokken naar Zwolle: de Baronnenlijn. 
In april 1903 reed de nieuwe koninklijke trein voor bij het paleis om aan koningin Wilhelmina te worden aangeboden. In 1908 werd het perron verlengd omdat de koninklijke trein langer was geworden. In 1922 werden de rails vervangen door langere en zwaardere types. In de jaren 20 en 30 werd vaak gebruikgemaakt van de Loolijn als leden van het koninklijk huis op reis gingen of gasten ontvingen. 
Na de Duitse invasie in de Tweede Wereldoorlog vluchtte Wilhelmina met haar directe familie naar Londen. De Duitse bezetters maakten van het spoor naar Zwolle gebruik voor vervoer van militair materieel maar braken ook, zoals op veel plekken in Nederland, delen van het Paleisspoor op, althans het deel vanaf de aftakking naar Zwolle tot aan paleis Het Loo (uit documenten uit die tijd bleek dat de Duitsers dit deel als een emplacement beschouwden). Later werd dit traject hersteld en na de oorlog maakte Wilhelmina er nog vaak gebruik van.

### Einde van de lijn
Na Wilhelmina’s troonsafstand in 1948 raakte de lijn in onbruik. De Loolijn werd in 1954 opgebroken, nadat ook het personenvervoer over de lijn naar Zwolle al was gestaakt.
In 1972 kwam ook een eind aan het goederenvervoer over het traject Apeldoorn – (station) Het Loo – Hattem. Sloop van het baanvak volgde in 1976/77. De loop van de aftakking van het traject Amersfoort-Apeldoorn is nog te herkennen in de Prinses Beatrixlaan en de nog altijd ruim opgezette Koning Lodewijklaan, die uitkomt bij De Naald. Het stuk vanaf dat punt tot aan het paleishek is thans een van de bomenlanen op de voorhof van het paleis.

## Tramlijn
In 1897 werd door de Apeldoornsche Tram Maatschappij  een paardentram aangelegd vanaf station Apeldoorn tot aan Het Loo over de Loolaan. Deze tramlijn werd in 1922 opgeheven. De houten remise hiervan is opgeslagen en in 2018 werd onderzocht of deze heropgebouwd kan worden.

## Restanten

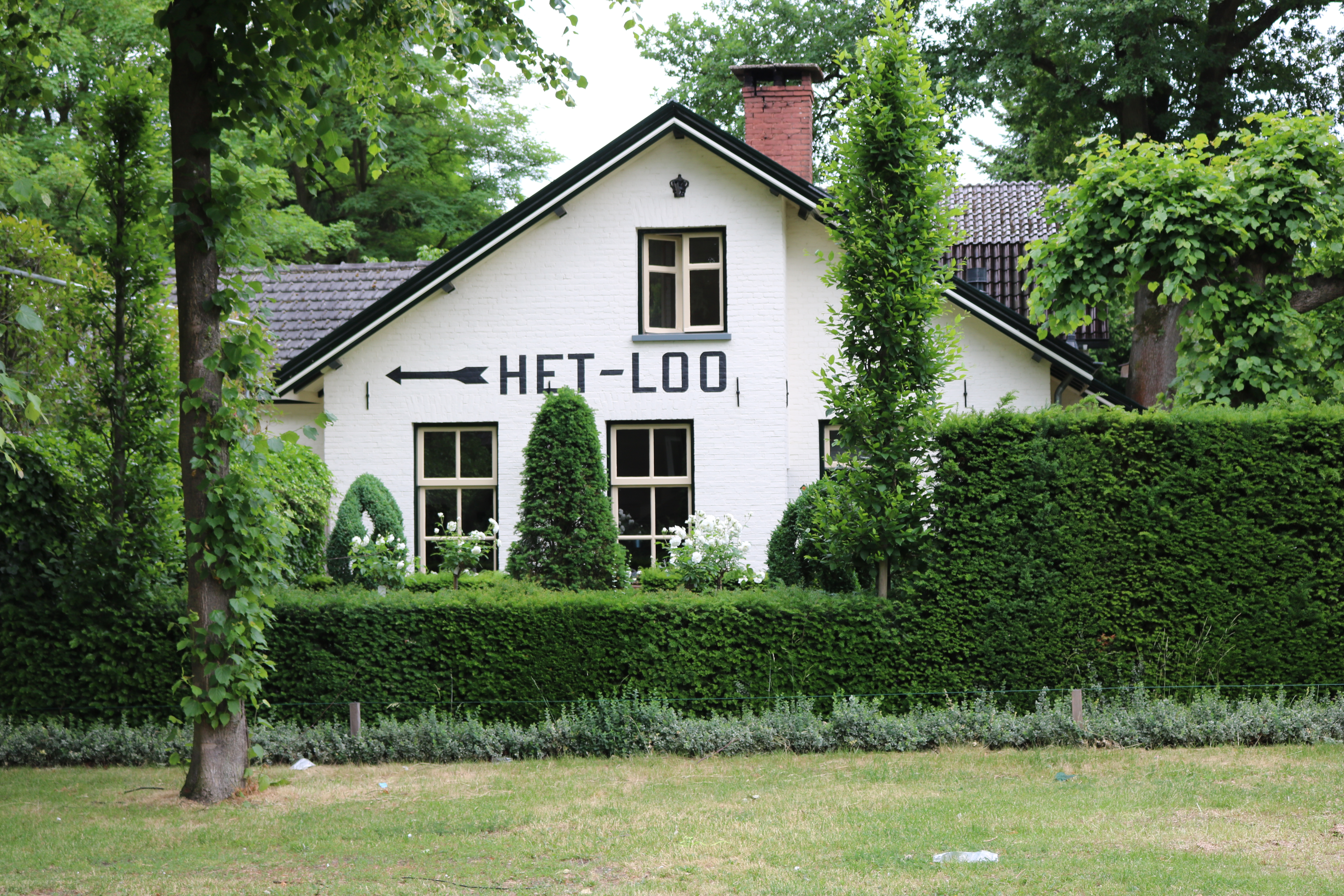
Voormalig wachtpost aan de Soerenseweg
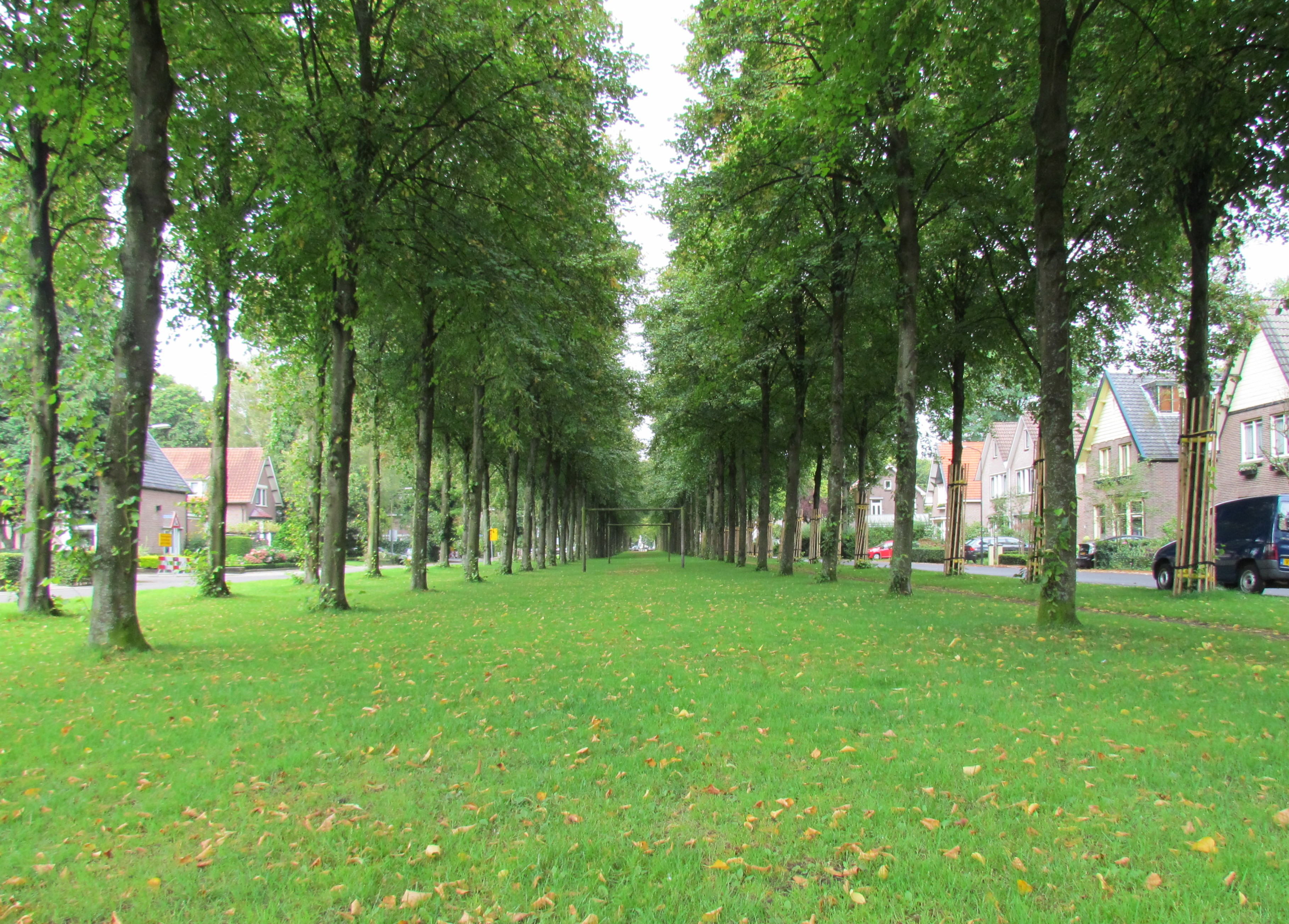
Voormalig traject Lodewijklaan
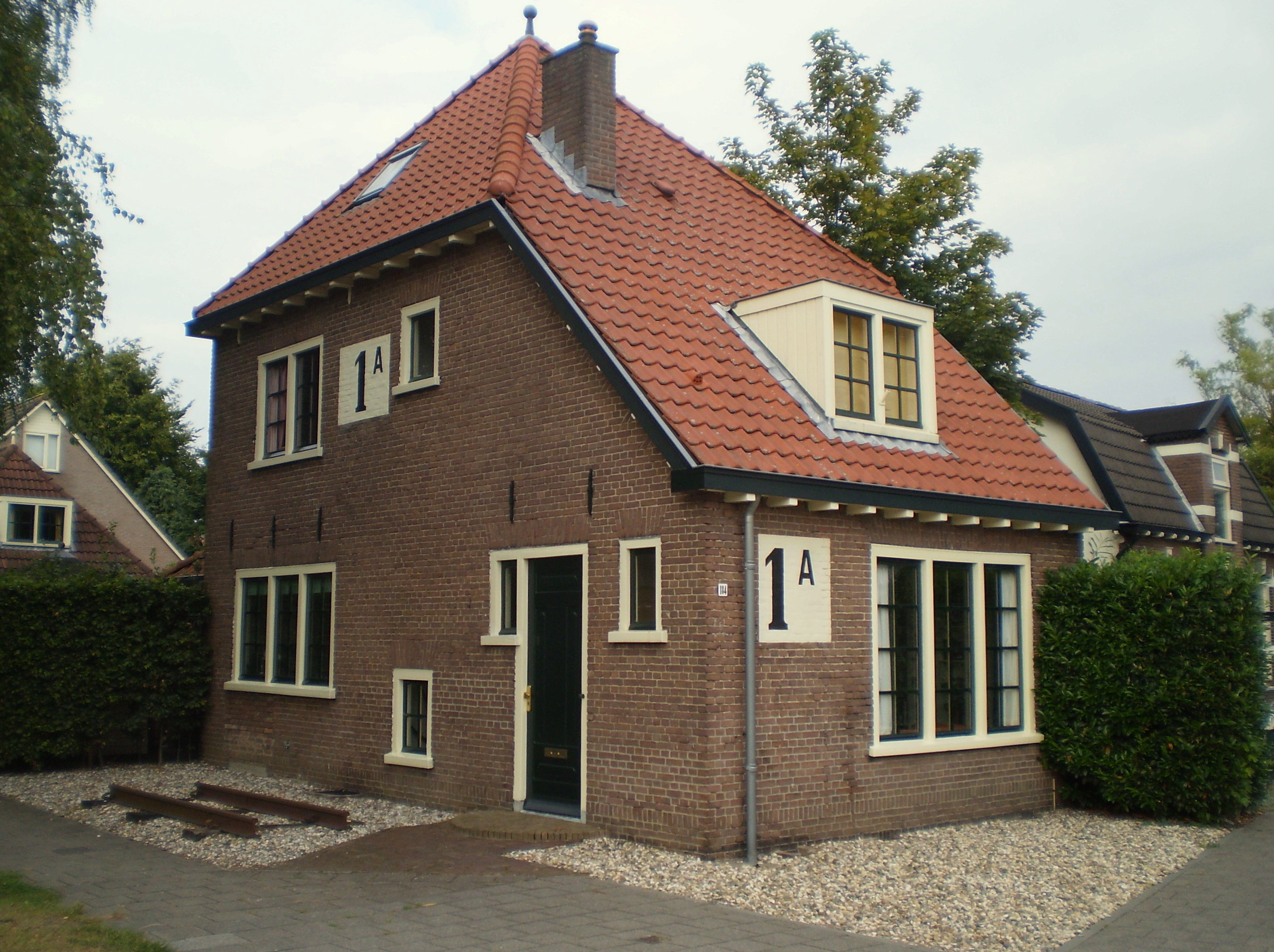
Voormalige wachtpost 1A